# 池上遼一
池上 遼一（いけがみ りょういち、男性、1944年5月29日 - ）は、日本の漫画家。大阪芸術大学キャラクター造形学科教授を務めており、劇画家と紹介される事もある。

## 来歴
福井県越前市（旧：武生市）出身。小学生のころから貸本漫画に慣れ親しむ。中学卒業後、大阪に移り看板屋の仕事をしながら漫画を描き始める。1962年、漫画短編誌『魔像』（日の丸文庫）に掲載された「魔剣小太刀」で貸本漫画家デビュー。岩井しげおらのアシスタントをしながら漫画を描くが生活苦で断念、看板屋の仕事に戻る。1966年、投稿した読切作品「罪の意識」が『ガロ』に掲載され、これを読んだ水木しげるが青林堂の長井勝一にスカウトを依頼。水木のアシスタントになるべく上京する。二年半ほど水木のアシスタントとして働いた後メジャーデビュー。
代表作に『男組』、『クライング フリーマン』、『サンクチュアリ』、『HEAT -灼熱-』など。月刊漫画『ガロ』では特集も組まれていた。
『HEAT -灼熱-』で2001年度、第47回小学館漫画賞受賞。2023年、第50回アングレーム国際漫画祭で、特別栄誉賞を受賞。2024年、『トリリオンゲーム』で第69回小学館漫画賞を受賞。

## 人物
- 水木しげるのアシスタントになるまで水木の漫画を読んだことはなかった。劇画風な絵を描くさいとう・たかをや佐藤まさあきのアシスタントになりたかったが人手は足りているとのことで断られた。
- つげ義春の熱烈なファンで、水木のアシスタントに入った時、その場につげもいて驚愕したという[7]。また、水木も「私よりつげさんの方を「先生」と仰いで尊敬していた」と述べ、若いアシスタントがつげを揶揄するような発言をした際には「おどりゃ、つげ先生に何をぬかすかあ」と食ってかかったりしていたという[8]。
- 若い頃は日本民主青年同盟に所属していた[9]。
- 劇画以外の作品にも関心があり、特に高橋留美子を高く評価している。高橋自身も『ガロ』に掲載された池上の漫画に衝撃を受けたことを後に明かしている。
- 『週刊少年サンデー』や『ビッグコミックスピリッツ』への執筆を経て、1990年代に入ってからは、『ビッグコミックスペリオール』のレギュラー漫画家として定着し、眉目秀麗な主人公、アウトローの世界、裏切りと同盟を繰り返す複雑な人物関係の劇画を確立している。
- 1990年、『信長』の執筆に際して新府城の復元図を剽窃し、復元図の作者である工業デザイナーに抗議された[10]。『信長』の小学館からの単行本は最終巻が出版されないまま絶版となったが、引用箇所を描き替えた上で2003年にメディアファクトリーから復刊されている[10]。
- 漫画家の野中英次が『課長バカ一代』や『魁!!クロマティ高校』など池上の絵柄をパロディ化していると知人やスタッフから聞かされた時は、「自分の亜流が出てくるということは、それだけ自分の作品が認知されて有名になったということなので嬉しかった」と雑誌のインタビューで語って、野中を公認しており、『魁!!クロマティ高校』に登場するメカ沢新一と北斗武士を自ら描いたパネルを野中に贈っている。また、野中ファンが池上と野中を同一人物と思って「野中さんって、マトモな漫画も描けるんですね」と勘違いされた事があったという。
- 2010年の連続テレビ小説『ゲゲゲの女房』の倉田圭一（演：窪田正孝）は、池上をモデルとしている。
- 2014年には自身が戦車好きである事を明かし、「年甲斐もなく『ガルパン』にハマってしまいました」と語っており、弟子と同人誌も発行している。『ガールズ&パンツァー もっとらぶらぶ作戦です! 3』の帯には推薦コメントと池上自身が描いた萌え絵での応援イラストが掲載されている[11]。
- 多くの美形キャラクターがアジア人の顔であり、香港や台湾を中心にアジアにファンが多い[12]。
- 娘の夫は『コミックフラッパー』と『コミックジーン』の編集長の池上昌平である[12]。
- 妹は越前市でボルガライスで有名な喫茶店を営んでおり、店内には原画が多数飾られている[13]。またボルガライスの販促ポスターも描いており、ボルガライスが日本全国に知られる一因となった[14]。

## 作品リスト
- 怪奇大作戦（1968 - 1969年連載、『小学三年生』、全7話、小学館）
- スパイダーマン（1970 - 1971年連載、『月刊別冊少年マガジン』、全8巻、講談社。初期は小野耕世が参加している、第7話（1970年9月号）からは、平井和正が原作としてクレジットされている）
- おえんの恋（1972年連載、『月刊漫画ガロ』、全1巻、青林堂）
- ひとりぼっちのリン（1972 - 1973年連載、『週刊少年マガジン』、全4巻、講談社、原作:阿月田伸也）
- I・餓男（アイウエオボーイ）（1973 – 1977年連載、『劇画 KING SERIES』、全8巻、オリオン出版、原作:小池一夫）
- 男組（1974 - 1979年連載、『週刊少年サンデー』、全25巻、小学館、原作:雁屋哲）
- 男大空（1980 - 1982年連載、『週刊少年サンデー』、全15巻、小学館、原作:雁屋哲）
- 傷追い人（1982 - 1986年連載、『ビッグコミックスピリッツ』、全11巻、小学館、原作:小池一夫）
- 星雲児-聖・少年戦士伝（1982 - 1984年連載、『週刊少年サンデー』、全6巻、小学館、あかねこか・出渕裕・かがみあきらが制作に参加、池上は製作総指揮も兼任）
- 青拳狼（せいけんウルフ）（1984年連載、『週刊少年サンデー』、全3巻、小学館、原作:きむらはじめ）
- 殺愛（1984年7月20日発売、上下巻、スタジオ・シップ出版、原作:小池一夫）
- 舞（1985 - 1986年連載、『週刊少年サンデー』、全6巻、小学館、原作:工藤かずや）
- クライングフリーマン（1986 - 1988年連載、『ビッグコミックスピリッツ』、全9巻、小学館、原作:小池一夫）
- 信長（1986 - 1987年連載、『ビッグコミックオリジナル増刊』→『ビッグコミックスペリオール』、1987年 - 1990年、全7巻、小学館、原作:工藤かずや）
- 人面蝶 幻想ロマン作品集（1987年8月発売、KCスペシャル、講談社）
- 赤い鳩（アピル）（1988 - 1989年連載、『ビッグコミックスピリッツ』、全6巻、小学館、原作:小池一夫）
- OFFERED（1989 - 1990年連載、『ビッグコミックスピリッツ』、全4巻、小学館、原作:小池一夫）
- サンクチュアリ（1990 - 1995年連載、『ビッグコミックスペリオール』、全12巻、小学館、原作:史村翔）
- BOX（1991年連載、『ビッグコミック』、全1巻、小学館、原作:狩撫麻礼）
- 王立院雲丸の生涯（1991 - 1992年連載、『週刊少年サンデー』、全3巻、小学館、原作:広井王子）
- 今日子（1993 - 1995年連載、『ビッグコミックスピリッツ増刊号/スピリッツ21』、全2巻、小学館、原作:家田荘子）
- オデッセイ（1995 - 1996年連載、『ビッグコミックスペリオール』、全3巻、小学館、原作:史村翔）
- strain（1996 - 1998年連載、『ビッグコミックスペリオール』、全5巻、小学館、原作:武論尊）
- 池上遼一近代日本文学名作選 (1997年10月発売、『ビッグコミックススペシャル』、小学館)
- HEAT -灼熱-（1998 - 2004年連載、『ビッグコミックスペリオール』、全17巻、小学館、原作:武論尊）
- 池上遼一幻のコミック傑作選「ジム」 (小学館、『ビッグコミックススペシャル』、2000年10月)
- 覇-LORD-（『ビッグコミックスペリオール』、2004年 - 2011年連載、全22巻、小学館、原作:武論尊）
  - SOUL 覇 第2章（2011年 - 2013年連載、『ビッグコミックスペリオール』、全3巻、小学館、原作:武論尊）
- 修羅雪姫 外伝（作画担当。2009年1月28日発売、『週刊プレイボーイ』連載、小池書院出版、原案：上村一夫、原作:小池一夫)
- 池上遼一自選集「YUKO」(2010年9月30日発売、『ビッグコミックススペシャル』、小学館）
- 池上遼一自選集「OEN」(2010年10月29日発売、『ビッグコミックススペシャル』、小学館）
- 六文銭ロック（2013年 - 2015年、『ビッグコミックスペリオール』、全4巻、小学館、原作:武論尊）
- アダムとイブ（2015年 - 2016年、『ビッグコミックスペリオール』、全2巻、小学館、原作:山本英夫）
- BEGIN（2016年 - 2020年、『ビッグコミックスペリオール』、全9巻、小学館、原作:史村翔）
- Mの首級 マッカーサー暗殺計画（2020年、『ビッグコミックスペリオール』、小学館、原作:リチャード・ウー）
- トリリオンゲーム（2020年 - 、『ビッグコミックスペリオール』、小学館、原作:稲垣理一郎）
- 陰獣トリステサ（原作:橘外男）
- ウニデス潮流の彼方に
- 罪の意識
- 天使は舞いおりた くノ一異聞
- 肌の記憶
- ベスティア
- モッブ〜死神〜（原作:滝沢解）
- 流月抄
- 週刊新マンガ日本史 第25号「黒田官兵衛」（2011年、朝日新聞出版）

※ 武論尊と史村翔は同一人物のペンネーム

### 画集
- 池上遼一 Art Works 男編&女編（2019年）
- 阿羅紫〜ARASHI〜 池上遼一画集（2012年）
- 池上遼一キャラクター劇画集―絵師池上遼一全仕事 –（大阪芸術大学出版、2005年4月発売）

## アシスタント
- 藤原芳秀
- 松久由宇
- 佐多みさき[15]
- あきは@
- 岩崎誠

## 関連番組
- BSマンガ夜話「男組」（2008年6月18日 NHK BS2） - 本人出演なし。ゲストは大槻ケンヂ、角田信朗。
- 浦沢直樹の漫勉（2016年9月15日 NHK Eテレ） - 『BEGIN』の製作過程を収録した画像を見ながら浦沢と対談。